# Katharine Burr Blodgett
Pour les articles homonymes, voir Blodgett.
Katharine Burr Blodgett, née le 10 janvier 1898 à Schenectady et morte le 12 octobre 1979 dans la même ville, est une physicienne américaine. En 1926, elle est la première femme à obtenir un Ph.D. en physique à l'université de Cambridge. Elle a notamment travaillé pour General Electric, où elle a créé la pellicule Langmuir-Blodgett (en), permettant de créer un verre à très faible indice de réflexion, et le bac Langmuir-Blodgett (en).

## Jeunesse et formation
Katharine Blodgett naît le 10 janvier 1898 à Schenectady (New York). Elle est le deuxième enfant de Katharine Burr et George Blodgett. Son père est un spécialiste des brevets et dirige le département qui y est consacré chez General Electric (GE). Il est tué par balles chez lui lors d'un cambriolage peu avant la naissance de Katharine. GE a offert une récompense de 5 000 USD pour l'arrestation et la condamnation du tueur, mais le principal suspect s'est pendu dans une cellule de Salem. Peu après la naissance de Katharine, sa mère déménage à New York avec ses deux enfants. En 1901, la famille déménage à nouveau, cette fois en France.
En 1912, la famille retourne à New York. Katharine Blodgett fréquente la Rayson School, où elle reçoit une éducation semblable à celle que les garçons de son âge reçoivent. Douée en mathématiques, Blodgett reçoit une bourse pour fréquenter le Collège Bryn Mawr, où elle excelle en mathématiques et physique. Elle y obtient son B.A. en 1917.
Blodgett s'intéresse à la recherche scientifique et visite les installations de GE à Schenectady lors des vacances de Noël de sa dernière année d'études. Les anciens collègues de son père lui présentent le chimiste Irving Langmuir. Après lui avoir fait visiter son laboratoire, Langmuir dit à Blodgett, alors âgée de 18 ans, qu'elle doit continuer ses études scientifiques avant de pouvoir venir travailler pour lui.
Suivant son conseil, Blodgett s'inscrit à la maîtrise à l'université de Chicago en 1918. Elle choisit un sujet proche du travail qui l'attend : la structure chimique des masques à gaz. L'utilisation de gaz de combat lors de la Première Guerre mondiale rendait criant le développement de ce type d'équipement. Blodgett a trouvé qu'à peu près tous les gaz empoisonnés peuvent être absorbés par des molécules de carbone. Elle publie un article sur les matériaux des masques à gaz dans Physical Review en 1919.
En 1920, après avoir obtenu sa maîtrise, Blodgett est engagée comme chercheuse scientifique par GE. Elle est la première femme à travailler comme scientifique au laboratoire de Schenectady.
En 1924, Blodgett entame son doctorat au laboratoire Cavendish de l'université de Cambridge. Elle écrit sa thèse sur le comportement des électrons dans une vapeur de mercure ionisée. En 1926, Blodgett devient la première femme à obtenir un Ph.D. en physique de cette université.

## Carrière

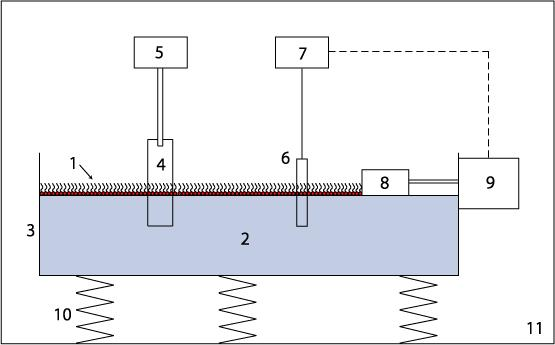
Schéma d'un.

Blodgett continue à travailler pour GE après ses études. Lors de ses recherches, elle travaille souvent avec Langmuir. Les deux chercheurs ont ainsi travaillé sur les couches monomoléculaires conçues pour recouvrir des surfaces d'eau, de métal ou de verre. Huileuses, ces couches ne pouvaient être déposées qu'en couches de seulement quelques nanomètres d'épaisseur. Ce n'est que lors des années 1930 que Blodgett découvrira des applications pratiques à l'enduction.
En 1935, Blodgett elle conçoit une manière de recouvrir les verres et métaux d'une couche monomoléculaire à la fois,. Elle a notamment utilisé un film de stéarate de baryum pour recouvrir du verre de 44 couches monomoléculaires, créant un verre « invisible »,. Elle fera breveter cette méthode le 16 mars 1938. Le procédé sera connu sous le nom de pellicule de Langmuir-Blodgett (Langmuir-Blodgett film).
Blodgett invente également la jauge de couleur (color gauge), une manière de mesurer l'enduction moléculaire sur le verre avec une précision d'un millionième de pouce, améliorant d'environ trois ordre de grandeur la précision des mesures à ce niveau de l'époque. La jauge est basée sur le principe que différentes épaisseur d'enduits produisent différentes couleurs. Elle a ainsi créé une échelle de couleurs correspondant à différentes épaisseurs, simplifiant du même coup la mesure de cette grandeur physique.
Au cours de sa carrière, Blodgett acquiert huit brevets. Elle est seule inventrice pour six d'entre eux. Pour les deux autres, elle est coinventrice avec Vincent Schaefer.

## Vie personnelle
Blodgett ne s'est pas mariée. Elle a vécu plusieurs années en mariage de Boston avec Gertrude Brown, issue d'une vieille famille de Schenectady. Elle a également vécu avec Elsie Errington, une directrice d'école d'origine anglaise. « Blodgett était libre de la plupart des tâches domestiques, à l'exception de sa fameuse compote de pommes et de ses popovers. »

## Prix et distinctions
Blodgett a reçu plusieurs prix au cours de sa vie. En 1945, elle reçoit le Achievement Award de l'Association américaine des femmes diplômées des universités. En 1951, elle est désignée par la chambre de commerce des États-Unis comme l'une des quinze women of achievement. Elle recevra également la médaille Garvan-Olin.
Le 13 juin 1951, le maire de Schenectady crée le jour Katharine Blodgett en l'honneur des retombées de son travail pour cette communauté. En 2008, une école primaire de cette ville est nommée en son honneur.

## Brevets
- 1940 :
  - (en) Brevet U.S. 2220860, 5 novembre 1940 : Film Structure and Method of Preparation
  - (en) Brevet U.S. 2220861, 5 novembre 1940 : Reduction of Surface Reflection
  - (en) Brevet U.S. 2220862, 5 novembre 1940 : Low-Reflectance Glass
- 1950 : (en) Brevet U.S. 2493745, 10 janvier 1950 : Electrical Indicator of Mechanical Expansion (avec Vincent J. Schaefer)
- 1952 :
  - (en) Brevet U.S. 2587282, 26 février 1952 : Step Gauge for Measuring Thickness of Thin Films
  - (en) Brevet U.S. 2589983, 18 mars 1952 : Electrical Indicator of Mechanical Expansion (avec Vincent J. Schaefer)
  - (en) Brevet U.S. 2597562, 20 mai 1952 : Electrically Conducting Layer
- 1953 : (en) Brevet U.S. 2636832, 28 avril 1953 : Method of Forming Semiconducting Layers on Glass and Article Formed Thereby